# Kaos (film)
Kaos (japonsko 乱, Hepburn Ran) je japonsko-francoski epski zgodovinski dramski film iz leta 1985, ki ga je režiral in montiral Akira Kurosava ter zanj tudi napisal scenarij skupaj s Hideom Ogunijem in Masatom Idejem. Zgodba delno temelji na Shakespearejevi igri Kralj Lear, v manjši meri pa tudi na legendah o daimjoju Moriju Motonariju. V glavnih vlogah nastopa Tacuja Nakadai kot starejši vojskovodja Hidetora Ičimondži, ki se odpove svojemu položaju v korist svojih treh sinov. Film je francosko-japonska koprodukcija studiev Herald Ace, Nippon Herald Films in Greenwich Film Productions. Načrtovanje produkcije je potekalo dalj časa, Kurosava si je film zamislil že sredi 1970-ih let, ko je bral o Motonariju, ki je bil znan po treh zelo lojalnih sinovih. V filmu se sinovi obrnejo proti svojemu očetu. To je druga Kurosavina priredba Shakespearea, po filmu Krvavi prestol iz leta 1957, ki temelji na igri Macbeth.
Film je bil premierno prikazan 31. maja 1985 na Mednarodnem filmskem festivalu v Tokiu, dan za tem v japonskih kinematografih, 18. septembra pa še v francoskih. Naletel je na dobre ocene kritikov, ki ga uvrščajo med najboljše Kurosavine filme in tudi najboljše filme vseh časov. S proračunom 11 milijonov USD je bil najdražji japonski film do tedaj. Na 58. podelitvi je bil nominiran za oskarje za najboljšo scenografijo, fotografijo in kostumografijo in tudi za zlati globus za najboljši tujejezični film. Osvojil je nagradi BAFTA za najboljši tujejezični film in masko, nominiran pa je bil še za najboljšo fotografijo, kostumografijo, scenografijo in prirejeni scenarij.

## Vloge
- Tacuja Nakadai kot Ičimondži Hidetora (一文字 秀虎, Ichimonji Hidetora)
- Akira Terao kot Ičimondži »Taro« Takatora (一文字 太郎 孝虎, Ichimonji »Taro« Takatora)
- Jinpači Nezu kot Ičimondži »Jiro« Masatora (一文字 次郎 正虎, Ichimonji »Jiro« Masatora)
- Daisuke Rju kot Ičimondži »Saburo« Naotora (一文字 三郎 直虎, Ichimonji »Saburo« Naotora)
- Mieko Harada kot dama Kaede (楓の方, Kaede no Kata)
- Jošiko Mijazaki kot dama Sue (末の方, Sue no Kata)
- Mansai Nomura kot Curumaru (鶴丸, Tsurumaru)
- Hisaši Igava kot Kurogane (鉄)
- Peter kot Kjoami (狂阿弥, Kyōami)
- Masajuki Jui kot Hirajama Tango (平山 丹後, Hirayama Tango)
- Kazuo Kato kot Ikoma Kageju (生駒 勘解由, Ikoma Kageyu)
- džun Tazaki kot Ajabe Seidži (綾部 政治, Ayabe Seiji)
- Hitoši Ueki kot Fudžimaki Nobuhiro (藤巻 信弘, Fujimaki Nobuhiro)